# Castanotherium
Castanotherium är ett släkte av mångfotingar. Castanotherium ingår i familjen Zephroniidae.

## Dottertaxa tillCastanotherium, i alfabetisk ordning[1]
- Castanotherium amythrum
- Castanotherium boetoense
- Castanotherium boetonense
- Castanotherium bosei
- Castanotherium carinatum
- Castanotherium castaneum
- Castanotherium celebense
- Castanotherium cinctum
- Castanotherium conspicuum
- Castanotherium costatum
- Castanotherium criniceps
- Castanotherium crinitum
- Castanotherium decoratum
- Castanotherium distinctum
- Castanotherium dorsispina
- Castanotherium everettii
- Castanotherium extraneum
- Castanotherium falcicorne
- Castanotherium ferum
- Castanotherium fulvicorne
- Castanotherium glabratum
- Castanotherium granulatum
- Castanotherium hirsutellum
- Castanotherium hosei
- Castanotherium humile
- Castanotherium ignobile
- Castanotherium indigenum
- Castanotherium innominatum
- Castanotherium insigne
- Castanotherium laeve
- Castanotherium lamprongse
- Castanotherium leium
- Castanotherium moderatum
- Castanotherium nigriceps
- Castanotherium nigromaculatum
- Castanotherium obscurum
- Castanotherium ornatum
- Castanotherium pellitum
- Castanotherium pilosum
- Castanotherium plasoni
- Castanotherium pyrrhomelanum
- Castanotherium rufipes
- Castanotherium simplex
- Castanotherium sparsepunctatum
- Castanotherium stellatum
- Castanotherium sulcicollis
- Castanotherium suspectum
- Castanotherium tivium
- Castanotherium tricollis
- Castanotherium variegatum
- Castanotherium whiteheadi
- Castanotherium volzi